# Estrita Observância Templária
O Rito da Estrita Observância era um rito da Maçonaria, uma série de graus progressivos que lhe foram conferidos pela Ordem da Estrita Observância, uma entidade maçônica do século XVIII inicialmente desenvolvido por jacobitas escoceses que depois se refugiaram em França.

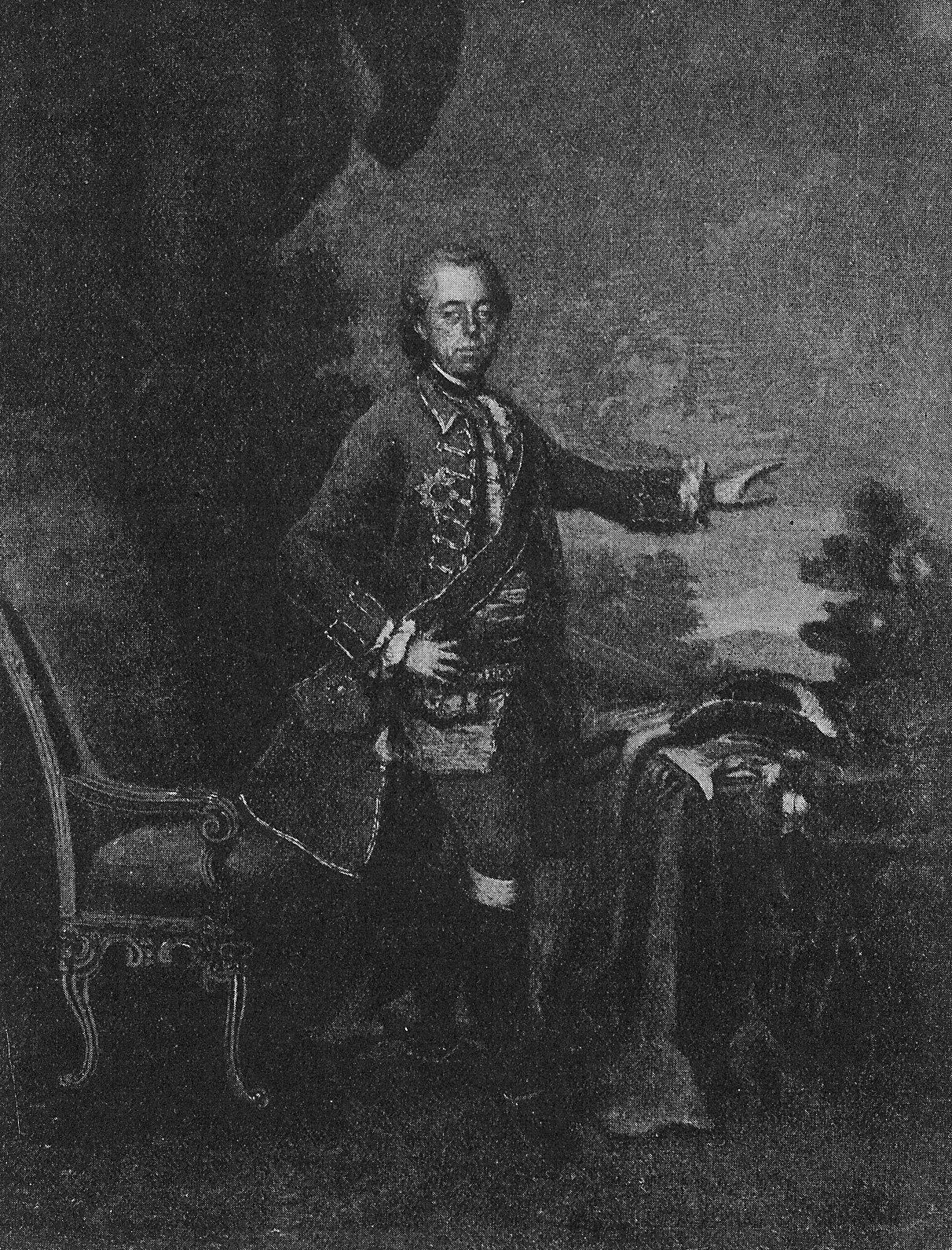
Karl von Hund Gotthelf

O Barão Karl Gotthelf von Hund (1722-1776) introduziu um novo Rito Escocês para a Alemanha, que ele renomeou "Maçonaria Retificada" e, após 1764, a "Estrita Observância", referindo-se ao sistema de inglês da Maçonaria como a "Observância Tardia".
O Rito apelou para o orgulho nacional alemão, atraiu os não-nobres, e foi supostamente dirigida pelos "Superiores Desconhecidos". A Estrita Observância era particularmente dedicada à reforma da Maçonaria, com especial referência para a eliminação das ciências ocultas que, na época era amplamente praticada em muitas lojas, e o estabelecimento de coesão e homogeneidade na Maçonaria por meio da imposição de uma disciplina rigorosa, a regulação das funções, etc.
Apesar de sua popularidade inicial, a insatisfação crescente entre os membros sobre a falha de serem iniciados nos mistérios dos Superiores Desconhecidos ("mestres ascencionados", que foram mais tarde afirmados serem clérigos dos Cavaleiros Templários), levou a Estrita Observância a ser dissolvida em 1782. 